# Trinitapoli-San Ferdinando di Puglia
Trinitapoli-San Ferdinando di Puglia (wł. Stazione di Trinitapoli-San Ferdinando di Puglia) – stacja kolejowa w Trinitapoli, w prowincji Barletta-Andria-Trani, w regionie Apulia, we Włoszech. Znajduje się na linii Adriatica (Ankona – Lecce). Obsługuje również gminę San Ferdinando di Puglia.
Według klasyfikacji RFI ma kategorię srebrną.

## Linie kolejowe
- Adriatica